# Anelaphus inornatus
Anelaphus inornatus es una especie de escarabajo longicornio del género Anelaphus, categorizada en la tribu Elaphidiini, de la subfamilia Cerambycinae. Fue descrita por Chemsak & Linsley en 1979.

## Descripción
Mide 11-13 mm de longitud.

## Distribución
Se distribuye por Honduras y Nicaragua.